# Фінікс (вулична траса)
Вулична траса Фінікса (англ. Phoenix street circuit) — колишня вулична траса, що розташовувалась в Фініксі, Аризона, США. Траса приймала Гран-прі США Формули-1 між 1989 і 1991 роками. Воно проводилось в центрі міста поблизу Фінікс Сівік Плаза (англ. Phoenix Civic Plaza) та Амеріка Вест Арена (англ. America West Arena), до відкриття бейсбольного стадіону штату, Bank One Ballpark. Гран-прі США проходив у Фініксі протягом трьох років, але був скасований без пояснень керівництвом Формули-1. Гран-прі в Фініксі 1991 року залишалось останньою гонкою Формули-1 в Сполучених Штатах до Гран-прі 2000 року, що пройшов на автодромі Індіанаполіса.

## Історія

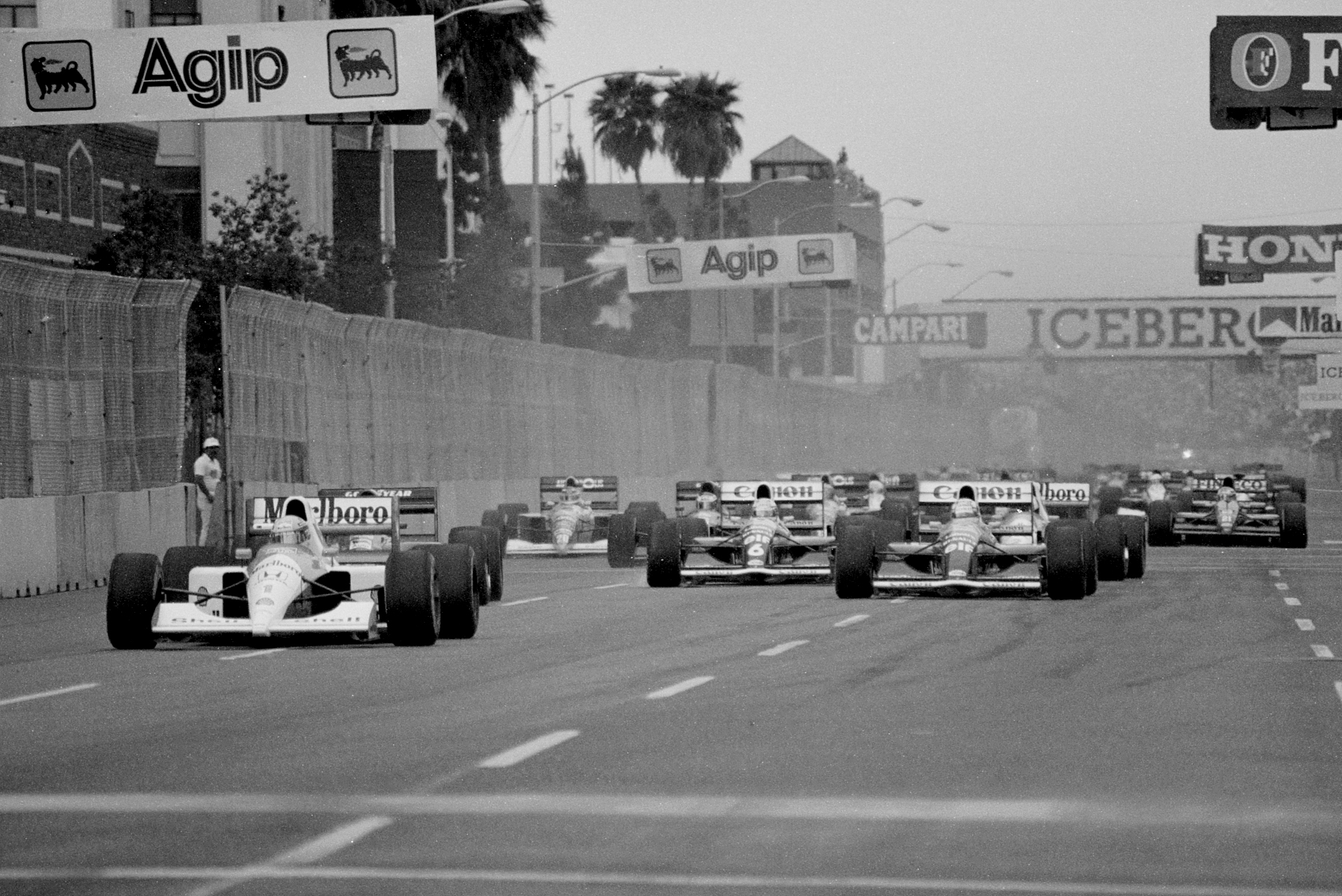
Старт Гран-прі США 1991 року, що проходив в Фініксі.

У 1986 році колишній автогонщик і бізнесмен Ґай Ґоньєа звернувся до тодішнього мера Террі Ґоддарда щодо можливості проведення у місті Фінікс етапу Формули-1, щоб підвищити популярність міста в світі як важливого туристичного напрямку. За підтримки Ґоддарда та міської влади Ґоньєа провів широке техніко-економічне дослідження, заручившись підтримкою 37 провідних бізнес-організацій міста, включаючи Торгову палату, колегіальний футбольний комітет Fiesta Bowl та конгресмена Джона Кайла. Отримавши переважну підтримку, Ґоньєа згодом зустрівся в Парижі, Франція, з тодішнім президентом Міжнародної автомобільної федерації Жаном-Марі Балестром та Берні Екклстоуном, головою організації Формули-1, і представив плани щодо гонки. Екклстоун був у захваті від можливості заміни поточного Гран-прі Формули-1 у Детройті та погодився на подальші зустрічі з Ґоньєа. Друга зустріч відбулася на Гран-прі Детройта 1987 року між Ґоньєа, Екклстоуном, Джорджем Кузенсом, головою Клубу спортивних автомобілів Америки (SCCA), Берді Мартіном, головою Комітету автомобільних змагань США (ACCUS) і Крісом Пуком, промоутером Гран-прі Лонг-Біч серії IndyCar. «Комітет Гран-прі Фінікса» був створений для переговорів з Екклстоуном про умови проведення заходу, але однією безпосередньою проблемою було те, що Детройт мав дійсний контракт на проведення Гран-прі США до 1991 року. Однак у жовтні 1988 року Детройт відмовився інвестувати гроші в покращення обладнання для Гран-прі, якого вимагав Екклстоун, і вирішив провести гонку IndyCar замість Формули-1 у 1989 році. 13 січня 1989 року міська рада Фінікса на чолі з мером Террі Ґоддардом погодилася. проводити щорічну гонку Формули-1 за п'ятирічним контрактом. Міська рада Фінікса також проголосувала за те, щоб протягом 5 років витратити 8 мільйонів доларів із грошей платників податків на інфраструктуру гоночної траси. Організаторам було добре відомо, що влітку у Фініксі може бути дуже спекотно, але, незважаючи на це, Фінікс успадкував запланований час перегонів у Детройті на 4 червня 1989 року. У міста було всього 4 місяці, щоб підготувати трасу довжиною 3,8 км. Це потребувало встановлення обгородження вздовж траси та заміни дорожнього покриття, а також будівництва трибун, боксів та іншої інфраструктури. Проект був настільки масштабним, що місцеві ЗМІ жартували, ніби місто готується до радянського вторгнення.
Під час першої гонки в 1989 році Айртон Сенна взяв поул за кермом McLaren MP4/5, але не зміг завершити гонку через проблеми з електронікою. Спека оточеного пустелею Фінікса була важкою для команд та пілотів, і лише 6 із 26 машин змогли досягти фінішу. Ален Прост, напарник Сенни, виграв гонку, випередивши Ріккардо Патрезе та уродженця Фінікса Едді Чівера.
Дату проведення гонки в наступному році було змінено для подолання проблем зі спекою. Наступний Гран-прі відбувся 11 березня 1990 року та став першою гонкою в сезоні. Австрієць Герхард Бергер здобув поул, але не зміг фінішувати через проблеми зі зчепленням.  Сенна за кермом McLaren MP4/5B здобув свою першу з двох перемог на цій трасі, випередивши Жана Алезі та Тьєрі Бутсена.
Останній Гран-прі США у Фініксі відбувся 10 березня 1991 року та проводився на модифікованій конфігурації траси протяжністю 3,721 км. Айртон Сенна за кермом McLaren MP4/6 здобув свою другу перемогу в Фініксі, стартувавши з поулу. Ален Прост та Нельсон Піке фінішували другим та третім відповідно. Через жахливі проблеми з надійністю фініш перетнуло лише дев'ять болідів. Другий сезон поспіль обидва пілота Tyrrell закінчили в очках — Стефано Модена, який замінив Алезі, що перейшов у Ferrari, закінчив четвертим, а Сатору Накадзіма фінішував одразу позаду напарника п’ятим.

## Скасування
22 серпня 1991 року Берні Екклстоун надіслав факсом повідомлення до міської влади Фінікса, вказавши, що гонка Формули-1 відбудеться там 15 березня 1992 року. 21 вересня 1991 року міська влада Фінікса найняла Бадді Джоба, власника Міжнародної траси Фінікса, стати консультантом міста для наступної події. Однак 7 жовтня 1991 року Екклстоун зателефонував до міської влади Фінікса зі свого лондонського офісу, щоб повідомити, що Формула-1 не повернеться до Фінікса, не даючи жодних пояснень чому. Менеджер Фінікса Девід Ґарсія повідомив, що Екклстоун погодився заплатити місту 1,2 мільйона доларів за розірвання контракту, і що причиною розірвання, можливо, було бажання додати Гран-прі Південної Африки після закінчення апартеїду. Під час Гран-прі Південної Африки 1992 року Екклстоуна запитали, чи погана відвідуваність стала причиною скасування гонки у Фініксі; Екклстоун відповів, що проблема полягала не у відсутності глядачів, а в «нездатності розмістити понад 20 000 місць, щоб люди могли бачити [більш ніж] невелику частину перегонів».